# 巴里にひとり
「巴里にひとり」（パリにひとり）は、日本の歌手である沢田研二の13枚目のシングルである。
1975年5月にポリドール・レコードより発売された。
また、この曲は「MON AMOUR JE VIENS DU BOUT DU MONDE」（モナ・ムール・ジュ・ヴィアン・ドゥ・ブ・ドゥ・モンド）というタイトルでフランス国内においてフランス語での歌唱バージョンがリリースされている。
また、フランスでのヒットに伴って、スイス、カナダ、オーストリア、ギリシャ、ノルウェー、ベルギー、オランダなどヨーロッパ他各国でリリースされている。

## 解説
- 当時海外進出を狙っていた沢田研二であるが、この楽曲はフランス国内のRTLというラジオチャートで最高位4位を獲得、およそ20万枚を売り上げるなど異例とも言えるヒットを飛ばし、後にヨーロッパ他各国における複数枚のシングル、アルバム『KENJI SAWADA』のリリースへと繋がっていく事となる。
- 当時レコーディングにおいて、沢田本人はフランス語を話せないため、発音に関してかなり苦労したというエピソードが語られている。[1]
- 日本においては2種類のバージョンが発売されており、B面曲が異なる。
- 1975年（昭和50）FNS歌謡祭・音楽大賞　特別賞 上期を受賞した。[2]
- 1975年（昭和50）5月2日「MON AMOUR JE VIENS DU BOUT DU MONDE」（モナ・ムール・ジュ・ヴィアン・ドゥ・ブ・ドゥ・モンド）が、フランスのゴールド・ディスクを獲得した。[3]

## 収録曲

### フランス版
1. モナ・ムール・ジュ・ヴィアン・ドゥ・ブ・ドゥ・モンド - MON AMOUR JE VIENS DU BOUT DU MONDE
  - 作詞：G.Sinoue／作曲：G.Costa／編曲：R.Gimenes、A.Greenslade

曲タイトルは「恋人よ、私は世界の果てからやってきた」という意味。日本語版は恋人を祖国に残してきた内容になっており、正反対の歌詞となっている。
2. ヒュージティブ・カインド - FUGITIVE KIND
  - 作詞・作曲：Tony Weddington, Wayne Bickerton

日本では『愛の逃亡者 THE FUGITIVE』としてリリースされている。ミックスが日本版と違い、「ウー、ハー」という冒頭のコーラスが削除され、また音色も変更されている。また、この楽曲も複数の国でリリースされており、『SOLEIL LEVANT』というタイトルのフランス語版も存在する。

### 日本版1
1. 巴里にひとり（2分33秒）
  - 作詞：G.Sinoue／訳詞：山上路夫／作曲：G.Costa／編曲：R.Gimenes、A.Greenslade
2. 明日では遅すぎる（4分15秒）
  - 作詞：安井かずみ／作曲：加瀬邦彦／編曲：東海林修

### 日本版2
1. 巴里にひとり（2分33秒）
  - 作詞：G.Sinoue／訳詞：山上路夫／作曲：G.Costa／編曲：R.Gimenes、A.Greenslade
2. MON AMOUR JE VIENS DU BOUT DU MONDE
フランスでリリースされたバージョン。

## 関連アルバム
- KENJI SAWADA